# 卡尔讷坦
卡尔讷坦（法語：Carnetin，法語發音：[kaʁnətɛ̃] ⓘ）是法国塞纳-马恩省的一个市镇，属于托尔西区。

## 地理
卡尔讷坦（48°54'2"N, 2°42'18"E）面积1.61 平方千米，位于法国法蘭西島大區塞纳-马恩省，该省份为法国北部内陆省份，北起瓦兹省，西接埃松省、马恩河谷省、塞纳-圣但尼省和瓦兹河谷省，南至卢瓦雷省，东南接约讷省，东临马恩省和奥布省，东北接埃纳省。
与卡尔讷坦接壤的市镇（或旧市镇、城区）包括：马恩河畔托里尼、维勒沃代、马恩河畔阿内。

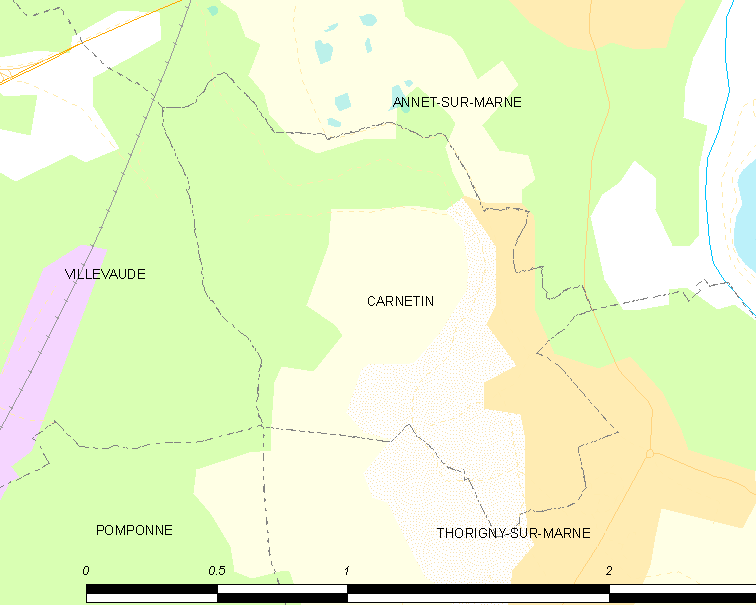
卡尔讷坦的OSM定位图

卡尔讷坦的时区为UTC+01:00、UTC+02:00（夏令时）。

## 行政
卡尔讷坦的邮政编码为77400，INSEE市镇编码为77062。

## 政治
卡尔讷坦所属的省级选区为马恩河畔拉尼县。

## 人口

1962-2008年间卡尔讷坦人口变化图示

卡尔讷坦于2022年1月1日时的人口数量为457人。